# Kiem (muziekgroep)
Kiem was een newwavegroep uit Rotterdam. De groep bestond van 1982 tot 1987. Meest opvallend aan de groep was het drumstel dat bestond uit metalen onderdelen van de sleepboot Corrie, waaronder oliedrums, een aambeeld en een scheepsbel. Dit resulteert in industriële, experimentele muziek met jazzinvloeden. De naam is een acroniem van Klank Improvisatie Elektronische Muziek.
Kiem had een hit in diverse Zuid-Europese landen met The Moneyman. In Nederland heeft de groep vooral succes gehad met het in drie uur opgenomen debuutalbum Kiem en opvolger Keam en optredens op festivals als Tegentonen, North Sea Jazz Festival en Pandora's Music Box en voor het VPRO-radioprogramma Spleen. Saxofonist Ger van Voorden verliet de groep in 1986 om te gaan optreden met Jules Deelder. Jos Valster werd de vervanger van Ger van Voorden.
Cees IJzermans en Huub Kentie stoppen hun samenwerking met Valster omdat de saxofonist niet in het buitenland wil touren. De twee bandleden willen niet nog een keer een vervanger inwerken en besluiten een punt achter Kiem te zetten. 
Op 25 september 2010 bracht de Rotterdamse band Rats on Rafts een cover van The Moneyman uit. De single werd geproduceerd door Huub Kentie van Kiem. Het was voor het eerst dat een cover van een Kiem-nummer werd uitgebracht. Ook De Staat coverde een nummer van de band.